# Sophie Milman
Sophie Milman (Ufa, 1983 –) orosz emigráns kanadai dzsesszénekesnő, zongorista.

## Pályakép
Ufában született. Gyermekkorának nagy részét Izraelben töltötte és szisztematikusan dzsesszzenét hallgatott.
Debütáló albumát 2004-ben adta ki Kanadában a Linus Entertainment, majd 2006-ban az Egyesült Államokban a Koch. 2011-ben a Torontói Egyetemen szerzett főiskolai diplomát.
Az oroszországi születésű, izraeli neveltetésű, torontói énekesnő, aki jó úton halad a nemzetközi feltűnés felé. A Billboard és az iTunes-toplistáin van Kanadában, az Egyesült Államokban, Franciaországban, Japánban. Juno-díjat nyert és világszerte vonzza a közönséget.
Hatások: Carmen McRae, Stevie Wonder, Blossom Dearie, Ella Fitzgerald, Yehuda Poliker, Bulat Okudzsava, Ahmad Jamal, Oscar Peterson, Donnie Hathaway, Sarah Vaughan, Cassandra Wilson, Peggy Lee.

## Lemezek
- 2006: Sophie Milman

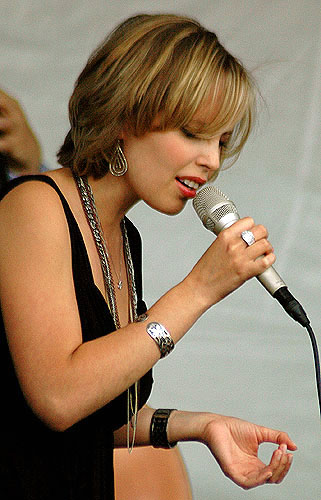

- 2007: Live at The Winter Garden Theatre
- 2007: Make Someone Happy
- 2008: Live In Montreal
- 2009: Take Love Easy
- 2011, 2018: In The Moonlight
- 2013: Her Very Best... So Far
- ? Smooth Jazz Lounge
- ? Live At the Winter Garden Theatre